# Marina Kim
Marina Kim (ros. Марина Ким; ur. w Leningradzie) – rosyjska dziennikarka i prezenterka telewizyjna.

## Życiorys
Urodziła się w Leningradzie 11 sierpnia, przy czym rok swego urodzenia trzyma w tajemnicy. Jej matka jest Rosjanką, a ojciec jest Koreańczykiem, który urodził się w Kabardo-Bałkarii. W rodzinie Mariny babka i dziadek rozmawiali po koreańsku. Studiowała na Wydziale Stosunków Międzynarodowych Petersburskiego Uniwersytetu Państwowego, następnie zaś przeniosła się do Moskwy i ukończyła Moskiewski Państwowy Instytut Stosunków Międzynarodowych. W roku 2004 rozpoczęła pracę w stacji telewizyjnej RBK, a od roku 2007 zapowiada program „Wiesti” w stacji telewizyjnej Pierwyj kanał, gdzie uchodzi za jedną z najpiękniejszych prezenterek. W 2012 wystąpiła w siódmej edycji programu Taniec z gwiazdami i w parze z Aleksandrem Litwinienko (ros.: Александр Литвиненко) zajęła 2. miejsce. Zagrała rolę główną w filmie produkcji kirgiskiej „Biszkiek, ja lublu tiebia!” (Biszkeku, kocham Cię!)

## Życie prywatne
Pani Kim jest niezamężna.

## Filmografia
- 2011: Бишкек, я люблю тебя / Bishkek, I Love You! – Kirgizka
- 2006: Serko – Rossignol